# Hunisemaradahalli, Turuvekere
Hunisemaradahalli là một làng thuộc tehsil Turuvekere, huyện Tumkur, bang Karnataka, Ấn Độ.